# 尼默杰
尼默杰是印度中央邦尼默杰县的一个城镇。总人口107496（2001年）。

## 人口
该地2001年总人口107496人，其中男性56509人，女性50987人；0—6岁人口15027人，其中男7843人，女7184人；识字率70.20%，其中男性为77.27%，女性为62.36%。